# Project Hope

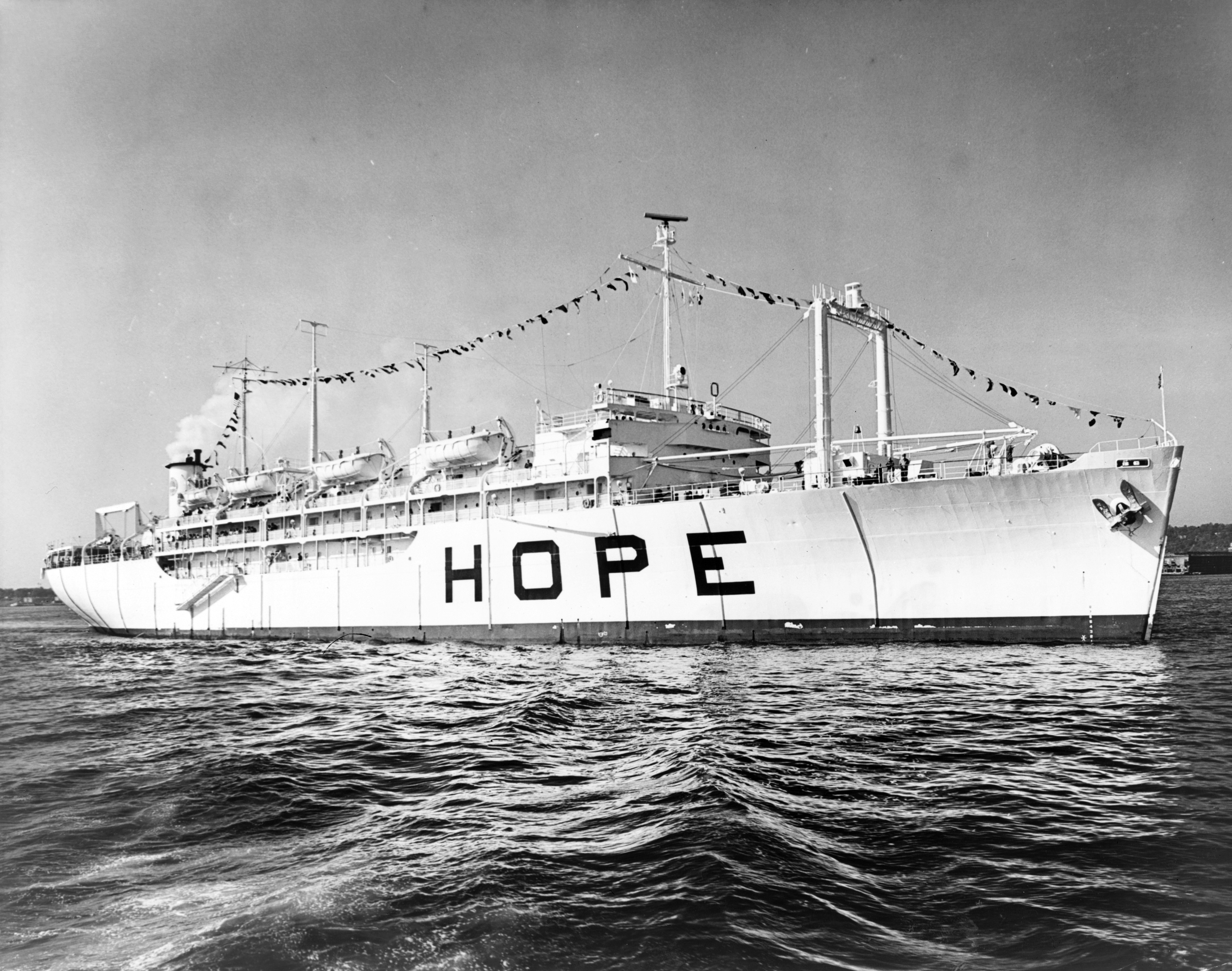
S.S. Hope am 16. September 1964

Project Hope ist ein US-amerikanischer Dokumentar-Kurzfilm aus dem Jahr 1961, der von Frank P. Bibas produziert wurde. Bei den 34. Academy Awards 1962 wurde der Film mit einem Oscar ausgezeichnet.

## Inhalt
Der Film hält die Jungfernfahrt der „SS Hope“ fest, eines Hospital- beziehungsweise Krankenhausschiffes. Das Schiff stach am 22. September 1960 von San Francisco mit Ziel Indonesien in See. Während der langen Schiffsreise konnte das ehrenamtliche Personal des Krankenhausschiffes Hunderte von Ärzten und Krankenschwestern schulen und am Ende ein orthopädisches Rehabilitationszentrum in Indonesien eröffnen. Tausende von Menschen, die an Krebs, Lepra, Infektionen oder/und Unterernährung litten respektive erkrankt waren, wurden behandelt.
Ein absolutes Novum war es, dass für jedes Mitglied des medizinischen Fachpersonals aus den USA ein Pendant aus einem Entwicklungsland zur Ausbildung an Bord genommen wurde.

## Produktion, Hintergrund
Der Film wurde unter der Aufsicht von Macmanus, John & Adams, Inc. produziert.
Frank P. Bibas begleitete medizinische Freiwillige, die sich an Bord der „SS Hope“ befanden, für drei Monate auf ihrer Jungfernfahrt nach Indonesien.
Die US-amerikanische Hilfsorganisation „Project Hope“ (Health Opportunities for People Everywhere) charterte von 1960 bis 1973 das Schiff „Hope“, das in der Zeit von 1945 bis 1958 ein Hospitalschiff der US-Marine war. Unter seinem neuen Namen war das Schiff auf seiner Jungfernfahrt unterwegs nach Indonesien, weitere Stationen waren in der Folge Südvietnam, Peru, Ecuador, Guinea, Nicaragua, Kolumbien, Sri Lanka, Tunesien, Jamaika und Brasilien. 1974 stellte das Schiff seinen Dienst ein.
Der Film sollte zeigen, dass Amerika ein guter Freund für andere Völker in der Welt ist, und sich für Bedürftige einsetzt und ihnen hilft. Er diente auch als Fundraising und wurde in 23 Sprachen übersetzt, um seine Reichweite zusätzlich zu erhöhen.

## Auszeichnungen
- Oscarverleihung 1962: Ausgezeichnet mit einem Oscar in der Kategorie „Bester Dokumentar-Kurzfilm“:
  - Produzent Frank P. Bibas und sein Film Project Hope
- Im Jahr 2006 wurde der Film in die National Film Registry aufgenommen, ein Verzeichnis US-amerikanischer Filme, die als besonders erhaltenswert angesehen werden.[2]